# Talara barema
Talara barema là một loài bướm đêm thuộc phân họ Arctiinae, họ Erebidae.